# Invisibile (Cristina Donà)
Invisibile è un brano musicale interpretato dalla cantante italiana Cristina Donà, pubblicato nell'ottobre 2003 come terzo singolo tratto dall'album Dove sei tu.

## Tracce
1. Invisibile (radio edit) - 4:05
2. Invisibile (robottino romantico I) - 4:18
3. Wuthering Heights (cover) - 3:36
4. Salti nell'aria (dal vivo) - 3:50
5. Invisibile (album version) - 5:14